# Kostyál István
Kostyál István (Temesvár, 1920. augusztus 15. – 2003.) romániai magyar regényíró, novellista, nyugalmazott tábornok.

## Életútja
Az 1934-es temesvári kommunista tömegperben mint 14 éves ifjúmunkást négy évre ítélték, büntetését a fiatalkorúak börtönében Kolozsvárt töltötte le. 1940-től a Szovjetunióban munkás. Hazatérve katonai pályára lépett, s a Szovjet Nagyvezérkar mellett működő legfelsőbb Katonai Akadémián nyert kiképzést (1956-1959). A Glasul Armatei munkatársa volt. Szembekerült a diktatúrával, mire megfosztották párttagságától és tábornoki rangjától.
Az 1989-es romániai forradalom bukaresti tűzvonalában volt, de hamarosan ellenzékbe szorult. Egy Bogdán Tibornak, a bukaresti Valóság főszerkesztőjének adott nyilatkozatában (1991/8) leszögezi: "...jó ideje megváltoztattam már nézeteimet a kommunizmus utópisztikus eszméivel, az emberiségnek oly nagy károkat okozó dogmáival szemben. De azért továbbra is a szocializmus híve maradtam, természetesen azzal a felismeréssel gazdagodva, hogy új, nyugati típusú szocializmus-modellre van szükség."
Mint nyugalmazott tábornok 1995-ben az RMDSZ szociáldemokrata tömörülésének alelnöke lett Bukarestben.
Muzsikáló körte c. ifjúsági regényében (1966) és Miből lesz a cserebogár című elbeszéléskötetében (1968) az illegális munkásmozgalom ifjúsági emlékeit dolgozta fel. A tűzfelelős segédei c. gyűjteményes kötetben (1974) Mezítlábas kisfiú című novellájával szerepelt.